# Megachile hamata
Megachile hamata är en biart som beskrevs av Mitchell 1930. Megachile hamata ingår i släktet tapetserarbin, och familjen buksamlarbin. Inga underarter finns listade i Catalogue of Life.